# 摩尔多瓦国徽
摩爾多瓦國徽為一盾徽，上紅下藍。中間有牛頭，左下角有一朵五瓣鮮花，右下角為一彎新月。牛角之間為太陽。盾置於一隻鷹的胸前。鷹嘴叼著一枚十字架，兩爪抓著橄欖枝和權杖。